# قائمة أقوى دوريات الشطرنج

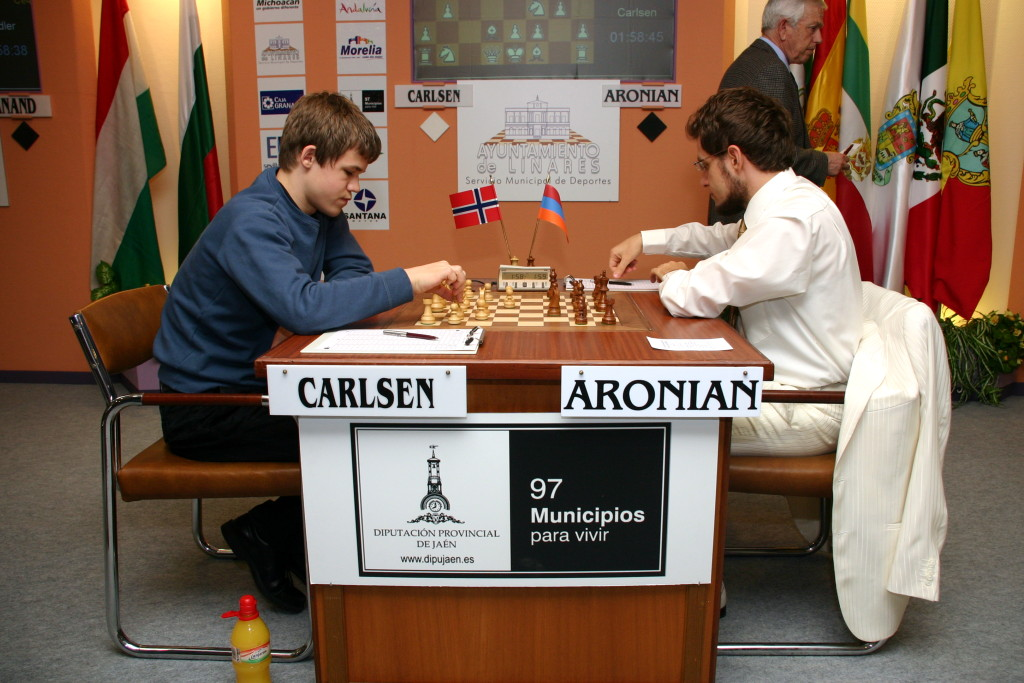
كارلسن في مواجهة ارونيان في دوري ليناريس 2007

هذه لائحة أقوى الدوريات الدولية في الشطرنج بدءًا من الدوري العالمي الأول ( لندن 1851) إلى يومنا هذا. يشار لاسم الفائز بالبطولة (أو المتصدرين المركز الأول بالتساوي).
ويستثنى من اللائحة ما يلي :
- بطولة العالم والبطولات المرتبطة بها (بطولات ما بين المناطق، بطولات المرشحين)
- أولمبياد الشطرنج والمسابقات الموازية له .
- جميع البطولات الوطنية .

## 1850–1859
| - 1851 لندن أندرسن - 1853 برلين دوفرسني - 1854 باريس كوردبايا - 1855 لندن زيتوجورسكي - 1856 نيو يورك ماراش - 1856 باريس كلرك - 1856 بيرلين وولف - 1856 لندن فالكبير - 1857 مانشستر لويفنثال - 1857 نيو يورك مورفي - 1858 سان فرنسيسكو فرانكلين - 1858 بيرمنجهام لويفنثال - 1859 نيو يورك بيرين - 1859 فينا هامب |

## 1860–1869
| - 1860 كامبريدج كوليش - 1860 فينا هامب - 1860/61 نيو يورك ليونارد - 1861 لييدس ستانلي - 1861 بريستول باولسن - 1861 فينا ستاينيتز - 1862 لندن أندرسن - 1862 مانشيستر بلاكبورن - 1862 سان بطرسبرج كوليش - 1862 دوسلدورف لانج - 1863 دوسلدورف لانج - 1864 دوسلدورف لانج - 1865 دبلن ستاينيتز - 1866 لندن دي فيري - 1866 لندن ستاينيتز - 1867 باريس كوليش - 1867 دندي نويمان - 1868 وارسو فينافير - 1868 أخن لانج، أندرسن - 1868 هامبورغ لانج - 1868/69 لندن بلاكبورن، دي فيري - 1869 هامبورغ أندرسن، باولسن L. - 1869 بارمن أندرسن |

## 1870–1879
| - 1870 بادن بادن أندرسن - 1870 غراز برجر - 1870 لندن ويسكر، بورن - 1871 كليفلاند (American Chess Congress) ماكينزي - 1871 كريفيلد باولسن L., أندرسن، منكويتز - 1871 بادامس ميزيس - 1871 ويسبادن غورينغ - 1871 ليبزيغ أندرسن، ميزيس - 1872 ألتونا أندرسن - 1872 لندن ويسكر، دي فيري - 1872 لندن ستاينيتز - 1873 فينا ستاينيتز، بلاكبورن - 1874 شيكاغو (American Chess Congress) ماكينزي - 1876 ليبزيغ أندرسن - 1876 لندن بلاكبورن - 1876 فيلادلفيا (American Chess Congress) ماسون - 1876 نيو يورك ماكينزي - 1876 نيو يورك ماسون - 1876 سان بيترسبرغ أشارين - 1877 سان بيترسبرغ تشيغورين - 1877 ليبزيغ باولسن L. - 1877 كولونيا تسوكرتورت - 1878 باريس تسوكرتورت، فنافير - 1878 فرنكفورت باولسن L. - 1879 سان بيترسبرغ تشيغورين، الابين - 1879 ليبزيغ إنغليش |

## 1880–1889
| - 1880 - 1880 - 1880 - 1880 - 1880 - 1880 - 1880 - 1881 - 1881 - 1882 - 1883 - 1883 - 1883 - 1883/84 - 1885 - 1885 - 1885 - 1886 - 1886 - 1886 - 1887 - 1887 - 1888 - 1888 - 1888 - 1889 - 1889 - 1889 - 1889 - 1889 - 1889 |

## 1890–1899

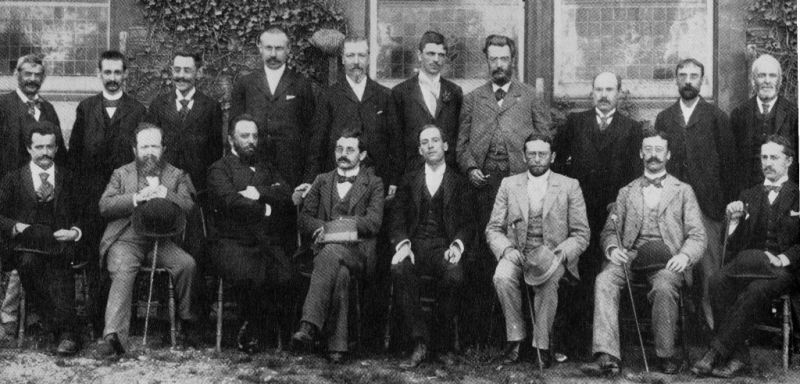
المشاركون في دوري هاستنغس 1895 الجالسون من اليمين إلى اليسار : الواقفون من اليمين إلى اليسار

| - 1890 مانشيستر تاراش - 1890 فينا فايس - 1890 غراز ماكوفيتز - 1890 برلين لاسكر Em., لاسكر B. - 1891 برلين كارو - 1892 دريسدن تاراش - 1892 لندن لاسكر Em. - 1892 باريس غويتز - 1893 كييل فالبرودت، بارديلبين - 1893 لندن بلاكبيرن - 1893 نيويورك لاسكر Em - 1893/94 فيينا شفارتس. - 1894 نيويورك شتاينتز - 1894 لايبتسيغ تاراش - 1895 هاستينغز بيلسبري - 1895 فيينا ماركو - 1895/96 فينا شليشتر، فايس - 1896 بودابست تشيغورين، شاروسك - 1896 نورمبورغ لاسكر Em. - 1896 فينا يانوفسكي - 1897 برلين شاروسك - 1897 برلين بارديلبن - 1897 فينا شيلشتر - 1897/98 فينا ماركو - 1898 كولونيا بورن - 1898 فينا تاراش، بيلسبوري - 1898 غروف سبرينغ لبشوتز - 1899 لندن لاسكر Em. - 1899 موسكو تشيغورين - 1899–1900 فينا ماروتسي |

## 1980–1989
- دوري بروكسل 1986

## 2000–2009

### 2000–2009
- 2000 Dortmund Anand, Kramnik
- 2000 Linares Kasparov, Kramnik
- 2000 Biel Svidler
- 2000 Lvov Ivanchuk
- 2000 Mérida Shirov
- 2000 Montecatini Terme Ivanchuk
- 2000 Polanica Zdroj Gelfand
- 2000 Sarajevo Kasparov
- 2000 Wijk aan Zee Kasparov
- 2001 Astana Kasparov
- 2001 Dortmund Kramnik, Topalov
- 2001 Linares Kasparov
- 2001 Biel Korchnoi
- 2001 Mérida Anand
- 2001 Wijk aan Zee Kasparov
- 2002 Cannes Gelfand, Topalov
- 2002 Linares Kasparov
- 2002 Wijk aan Zee إيفجيني بارييف
- 2002 Hastings بيتر هاين نيلسن
- 2003 Budapest Short
- 2003 Dortmund فيكتور بولوغان
- 2003 Enghien les Bains Bareev
- 2003 Biel Morozevich
- 2003 Hoogeveen Polgar J.
- 2003 Linares Kramnik, Leko
- 2003 Wijk aan Zee Anand
- 2004 Biel Morozevich
- 2004 Dortmund Anand
- 2004 Linares Kramnik
- 2004 Poikovsky أليكساندر غريشك, Rublevsky
- 2004 Wijk aan Zee Anand
- 2005 Bermuda Gelfand, Harikrishna
- 2005 Dortmund Naiditsch
- 2005 Linares Kasparov, Topalov
- 2005 Moscow Rublevsky
- 2005 Poikovsky Bacrot, Bologan
- 2005 Sofia Topalov
- 2005 Wijk aan Zee Leko
- 2006 Biel Morozevich
- 2006 Dortmund Kramnik, Svidler
- 2006 Foros Rublevsky
- 2006 Hoogeveen شخريار ماميدياروف, Polgar J.
- 2006 Morelia - Linares (دورة ليناريس الدولية للشطرنج) ليفون أرونيان
- 2006 Moscow Aronian, Leko, Ponomariov
- 2006 Pamplona Morozevich
- 2006 Poikovsky Shirov
- 2006 Sofia Topalov
- 2006 Wijk aan Zee Anand, Topalov
- 2007 Morelia - Linares (دورة ليناريس الدولية للشطرنج) Anand
- 2007 Poikovsky Jakovenko
- 2007 Sofia Topalov
- 2007 Wijk aan Zee (بطولة تاتا ستيل للشطرنج) Aronian, Radjabov, Topalov
- 2007 Foros Ivanchuk
- 2007 Biel Carlsen
- 2007 Dortmund Kramnik
- 2007 Khanty-Mansiysk (كأس العالم للشطرنج 2007) Kamsky
- 2007 Moscow Kramnik
- 2008 Wijk ann Zee (بطولة تاتا ستيل للشطرنج) Aronian, Carlsen
- 2008 Morelia - Linares (دورة ليناريس الدولية للشطرنج) Anand
- 2008 Baku (Round 1 of FIDE Grand Prix 2008–2009) فوقار قاسيموف, وانغ يوي (لاعب شطرنج), Carlsen
- 2008 Sofia Ivanchuk
- 2008 Sarajevo Morozevich
- 2008 Foros Carlsen
- 2008 Dortmund Leko
- 2008 Poikovsky Rublevsky, Jakovenko, Gashimov, Shirov
- 2008 Yerevan Aronian
- 2008 Biel Alekseev
- 2008 Sochi (Round 2 of FIDE Grand Prix 2008–2009) Aronian
- 2008 Moscow Ivanchuk
- 2008 Bilbao Topalov
- 2008 Nanjing (Pearl Spring Chess Tournament) Topalov
- 2008 Elista (Round 3 of FIDE Grand Prix 2008–2009) Radjabov, Jakovenko, Grischuk
- 2009 Reggio Emilia (Reggio Emilia chess tournament) Ni Hua
- 2009 Wijk aan Zee (بطولة تاتا ستيل للشطرنج) سيرغي كارياكن
- 2009 Linares Grischuk, Ivanchuk
- 2009 Nalchik (Round 4 of FIDE Grand Prix 2008–2009) Aronian
- 2009 Sofia Shirov
- 2009 Poikovsky Motylev
- 2009 Bazna Ivanchuk
- 2009 Dortmund Kramnik
- 2009 San Sebastian هيكارو ناكامورا
- 2009 Biel ماكسيم فاشيي-لاغراف
- 2009 Jermuk (Round 5 of FIDE Grand Prix 2008–2009) Ivanchuk
- 2009 Bilbao Aronian
- 2009 Nanjing Carlsen
- 2009 Moscow Kramnik
- 2009 Khanty-Mansiysk (كأس العالم للشطرنج 2009) Gelfand
- 2009 London (Chess Classic) Carlsen

## 2010–2019
- 2010 ريجيو اميليا كامسكي، الماسي
- 2010 فييك أن زي كارلسن
- 2010 جبل طارق ادامس
- 2010 ايروفلوت لي كوانغ ليم
- 2010 لينارس توبالوف
- 2010 هافانا إيفانتشوك
- 2010 دوري الملوك كارلسن
- 2010 دورتموند بونوماريوف
- 2010 بلباو كرامنيك
- 2010 نانجينغ كارلسن
- 2010 هوغيفين فاشيه لاغراف
- 2010 موسكو ارونيان، كرياكين, مامديارف
- 2010 لندن (Chess Classic) كارلسن
- 2011 ريجيو اميليا جاشيموف، فاليخو بونس
- 2011 فييك آن زي ناكامورا
- 2011 ايروفلوت لي كوانغ ليم، فيتيوجف, توماشيفسكي
- 2011 هافانا ايفانتشوك، لي كوانغ ليم
- 2011 Medias Carlsen, Karjakin
- 2011 Biel Carlsen
- 2011 Dortmund Kramnik
- 2011 Khanty-Mansiysk (كأس العالم للشطرنج 2011) Svidler
- 2011 São Paulo-Bilbao Carlsen
- 2011 Poikovsky Bacrot
- 2011 Saratov Morozevich
- 2011 Hoogeveen Kramnik
- 2011 Moscow Aronian, Carlsen
- 2011 London (Chess Classic) Kramnik
- 2012 Reggio Emilia أنيش غيري
- 2012 بطولة تاتا ستيل للشطرنج Aronian
- 2012 Havana Ivanchuk
- 2012 Malmo فابيانو كاروانا
- 2012 Moscow Carlsen
- 2012 Dortmund Caruana
- 2012 Biel Wang Hao
- 2012 London Grand Prix Topalov, Gelfand, Mamedyarov
- 2012 Poikovsky Jakovenko
- 2012 São Paulo-Bilbao Carlsen
- 2012 دوري الملوك إيفانتشوك
- 2012 Tashkent Karjakin, Wang Hao, Morozevich
- 2012 لندن كارلسن
- 2012 نيو دلهي أنطون كورابوف